# 힛쳐 (1986년 영화)
《힛처》(영어: The Hitcher)는 미국에서 제작된 로버트 하먼 감독의 1986년 공포 스릴러 영화이다. 륏허르 하우어르가 제목의 '차를 얻어타는'(hitcher) 살인마로, C. 토머스 하월이 차를 한 번 태워줬다가 그에게 내내 시달리게 되는 젊은 운전자로 등장한다. 로버트 하먼이 연출하고, 에릭 레드가 각본을 쓰고, 데이비드 봄비크 등이 제작에 참여하였다.
2003년 C. 토머스 하월이 동일 인물로 등장하는 후속작 《힛처 2》(2003)가 나왔으며, 2007년 숀 빈이 륏허르 하우어르의 역을 연기한 동명의 개작이 개봉했다.

## 줄거리
웨스트 텍사스. 세상에 본인을 증명할 기록이 하나도 없는 정체불명의 남자 존 라이더(륏허르 하우어르 분)는 자기 파괴 충동에 시달리고 있다. 그는 자신을 도로에서 태워준 착한 청년 짐(C. 토머스 하월 분)을 스토킹하며 짐이 연쇄살인범으로 오해 받게 만드는 등 계획적으로 짐에게서 미움을 산다.
존은 우연히 짐의 조력자가 됐던 지역 여성 내시(제니퍼 제이슨 리 분)를 두 차량 사이에 묶어놓고 짐의 손에 총을 쥐어주는데, 짐이 차마 사람을 죽인다는 선택지를 고르지 못하자 차의 가속 장치를 밟아 내시의 몸을 둘로 찢어버리기까지 한다. 짐은 결국 존을 죽이게 되고, 존은 자신이 선택한 사자인 짐의 손에 기쁘게 죽는다.

## 출연
- 륏허르 하우어르 - 존 라이더 역
- C. 토머스 하월 - 짐 홀지 역
- 제니퍼 제이슨 리 - 내시 역
- 제프리 더먼 - 에스터리지 보안관 역
- 존 M. 잭슨
- 빌리 그린 부시
- 잭 티보
- 아민 시머먼
- 유진 M. 데이비스
- 존 밴네스
- 헨리 대로
- 토니 에퍼
- 톰 스프라틀리
- 콜린 캠벨

## 기타 제작진
- 공동 제작: 폴 루이스
- 배역: 페니 페리
- 미술: 데니스 개스너